# 삼투물질
삼투물질(Osmolyte)은 생물학적 유체의 속성에 영향을 미치는 저분자 유기 화합물이다. 삼투물질은 다양한 유기체, 특히 환경 스트레스에 대한 반응으로 삼투압을 조절하고 세포 항상성을 유지하는 데 중요한 역할을 하는 유기 분자의 한 종류이다. 이들의 주요 역할은 수용액의 점도, 녹는점 및 이온 강도에 영향을 미쳐 세포의 완전성을 유지하는 것이다. 외부 삼투압으로 인해 세포가 부풀어 오르면 막 채널이 열리고 삼투물질이 물과 함께 유출되어 정상적인 세포 부피를 회복시킨다.
이 분자들은 삼투 스트레스의 영향을 상쇄하는 데 관여하는데, 이는 세포 내부 및 외부의 용질(이온 및 당 등) 농도 변동이 발생할 때 일어난다. 삼투물질은 세포가 변화하는 삼투 조건에 적응하도록 도와 생존과 기능을 보장한다. 삼투물질은 또한 세포의 구성 요소와 상호 작용하여 예를 들어 단백질 접힘에 영향을 미친다. 흔한 삼투물질로는 아미노산, 당 및 폴리올, 메틸아민, 메틸설포늄 화합물, 요소 등이 있다.

## 사례 연구
삼투 보호제 역할을 할 수 있는 자연 삼투물질에는 트라이메틸아민 N-옥사이드(TMAO), 다이메틸설포니오프로피오네이트, 사르코신, 베타인, 글리세로포스포릴콜린, 미오 이노시톨, 타우린, 글라이신 등이 있다. 박테리아는 높은 삼투 환경으로부터 보호하기 위해 삼투물질을 축적한다. 삼투물질은 염분에 내성이 있는 박테리아를 제외하고는 중성 비전해질이다. 인간의 경우, 삼투물질은 콩팥수질에서 특히 중요하다.
삼투물질은 물고기의 세포에 존재하며, 세포를 수압으로부터 보호하는 기능을 한다. 물고기 세포의 삼투물질 농도는 압력에 따라 선형적으로 증가하므로 깊이에 따라 증가한다. 따라서 삼투물질은 물고기가 생존할 수 있는 최대 깊이를 계산하는 데 사용되었다. 물고기 세포는 약 26,900 피트 (8,200 미터) 깊이에서 최대 삼투물질 농도에 도달하며, 27,349 피트 (8,336 미터)보다 깊은 곳에서는 물고기가 관찰된 적이 없다.

## 더 읽어보기
- Rose GD, Fleming PJ, Banavar JR, Maritan A (November 2006). 《A backbone-based theory of protein folding》. 《Proc. Natl. Acad. Sci. U.S.A.》 103. 16623–33쪽. Bibcode:2006PNAS..10316623R. doi:10.1073/pnas.0606843103. PMC 1636505. PMID 17075053.
- Holthauzen LM, Bolen DW (February 2007). 《Mixed osmolytes: the degree to which one osmolyte affects the protein stabilizing ability of another》. 《Protein Sci.》 16. 293–8쪽. doi:10.1110/ps.062610407. PMC 2203298. PMID 17189473.
- Harries, Daniel; Rösgen, Jörg (2008). 〈A Practical Guide on How Osmolytes Modulate Macromolecular Properties〉. 《Biophysical Tools for Biologists, Volume One: In Vitro Techniques》. 《Meth. Cell Bio.》. Methods in Cell Biology 84. 679–735쪽. doi:10.1016/S0091-679X(07)84022-2. ISBN 9780123725202. PMID 17964947.
- Hochachka, P.W.; Somero, G. N (2002). 《Biochemical Adaptation. Mechanism and Process in Physiological Evolution》. Oxford: Oxford University Press.